# مهسا حجازی
مهسا حجازی (زادهٔ ۱۶ مهرماه۱۳۷۳) بازیگر و صداپیشه اهل ایران است. او بیشتر برای بازی در نقش یک ناشنوا در فیلم جنگ جهانی سوم (۱۴۰۱) و نقش شیرین نجات در مجموعهٔ نمایش خانگی تاسیان (۱۴۰۳) شناخته شده است. حجازی در سال ۱۴۰۳ برای بازی در سریال افعی تهران (۱۴۰۲) نامزد جایزه حافظ شد. او همچنین در فیلم‌های خوک (۱۳۹۶) و زالاوا (۱۳۹۹) نقش ایفا کرده است.

## زندگی
حجازی در ۱۶ مهر ماه سال ۱۳۷۳ در تهران متولد شد. او عضو یک خانواده ۵ نفره است.
رشته تحصیلی‌اش ارتباطی به بازیگری و تئاتر نداشته و بعدها به سمت این هنر و فضا هدایت شده است؛ مهسا حجازی تحصیلات دانشگاهی خود را در دانشگاه شهید بهشتی سپری کرده است.
حجازی بازیگری را با تئاتر شروع کرد و مدتی بعد وارد عرصه فیلم و سریال شد. اولین بار در فیلم سینمایی خفه‌گی به کارگردانی فریدون جیرانی بازی کرده است ولی شهرت او با فیلم جنگ جهانی سوم و در نقش لادن به کارگردانی هومن سیدی شکل گرفت و همچنین با این فیلم در جشنواره توکیو در سال ۲۰۲۲ (۱۴۰۱) و نیز هفتادونهمین جشنواره ونیز در سال ۲۰۲۲ (۱۴۰۱) شرکت کرد.

## فیلم‌شناسی

### سینما
| سال  | نام فیلم           | نقش      | کارگردان      | نوع فیلم | یادداشت    | منابع        |
| ---- | ------------------ | -------- | ------------- | -------- | ---------- | ------------ |
| ۱۳۹۵ | خفه‌گی              | پرستار   | فریدون جیرانی | سینمایی  |            |              |
| ۱۳۹۵ | مرگ موقتی زنبورها  | مهسا     | مریم فیروزی   | کوتاه    |            | [ ۵ ]        |
| ۱۳۹۶ | خوک                |          | مانی حقیقی    | سینمایی  | حضور کوتاه |              |
| ۱۳۹۸ | یک ظهر بارانی      |          | علی مؤذن      | کوتاه    |            |              |
| ۱۳۹۸ | قهوه فرانسه        |          | گلزار فرزانه  | کوتاه    |            |              |
| ۱۳۹۹ | چهره زنی در دوردست |          | حسین خامی     | کوتاه    |            | [ ۶ ]        |
| ۱۳۹۹ | زالاوا             | دختر خلج | ارسلان امیری  | سینمایی  |            | [ ۷ ] [ ۸ ]  |
| ۱۳۹۹ | غرامت              |          | تهمینه بهرام  | کوتاه    |            |              |
| ۱۴۰۱ | جنگ جهانی سوم      | لادن     | هومن سیدی     | سینمایی  | کر و لال   | [ ۹ ] [ ۱۰ ] |
| ۱۴۰۲ | گوژپشت             |          | تهمینه بهرام  | کوتاه    |            | [ ۱۱ ]       |

### نمایش خانگی
| سال  | نام سریال  | نقش        | کارگردان     | سکو     | منابع  |
| ---- | ---------- | ---------- | ------------ | ------- | ------ |
| ۱۴۰۲ | افعی تهران | مونا       | سامان مقدم   | فیلم نت | [ ۱۲ ] |
| ۱۴۰۳ | تاسیان     | شیرین نجات | تینا پاکروان | فیلیمو  | [ ۱۳ ] |

### تئاتر
- فرایند (علی کرسی زر، ۱۳۹۷)

- فرانکشتاین (علی کرسی زر)

### صداپیشگی
سریال صوتی لاله زار-پولونیا در نقش جیزلا (۱۴۰۳)

## جایزه‌ها و افتخارات
| سال  | جایزه                        | رده              | اثر نامزد شده     | نتیجه    | منابع  |
| ---- | ---------------------------- | ---------------- | ----------------- | -------- | ------ |
| ۱۳۹۵ | فستیوال فیلم کوتاه نهال      | بهترین بازیگر زن | مرگ موقتی زنبورها | پیروز    | [ ۱۴ ] |
| ۱۴۰۳ | جایزه انجمن فیلم کوتاه ایران | بهترین عملکرد    | گوژپشت            | پیروز    | [ ۱۵ ] |
| ۱۴۰۳ | جشن حافظ                     | بهترین بازیگر زن | افعی تهران        | نامزدشده | [ ۱۶ ] |